# Cismar
Cismar är en mindre ort i kommunen (Gemeinde) Grömitz i Schleswig-Holstein, norra Tyskland. Orten är huvudsakligen känd för Cismars kloster, ett tidigare Benediktinerkloster som uppfördes under 1200- och 1300-talen. Cismar har omkring 800 invånare.

## Historik
Cismars historik går tillbaka till Cicimeresthorp som var platsen dit Beniktinermunkar från Lübeck utvisades år 1231 på grund av  ”otuktigt leverne”. Cicimeresthorp låg längst in vid en ödslig Östersjövik. Här uppförde munkarna efter 1245 ett stort kloster som utökades ett flertal gånger. Omkring år 1260 invigdes klosterkyrkan och cirka 1330 var hela anläggningen färdigbyggd. Under medeltiden upplevde klostret sin kulturella och ekonomiska blomstringstid. Klostret förfogade över ett omfattande bibliotek och stora jordbruksområden med 25 byar, sju väderkvarnar och en hamn. Klostret stängdes år 1561 i samband med reformationen och konstskatterna skingrades. Idag är klosteranläggningen delvis bevarad och ett kulturcentrum som ägs och förvaltas av förbundslandet Schleswig-Holstein.

## Sevärd
- Cismars kloster, byggnader och unikt altarskrin i klosterkyrkans kor samt diverse konstutställningar och evenemang.
- ”Haus der Natur” (Naturens hus) med utställning av mineraler, fossiler och uppstoppade djur som fåglar och däggdjur.
- ”Das Weiße Haus” (Vita huset), hemmet för författaren Doris Runge där läsningar och seminarier anordnas.

## Bilder, byggnader (urval)

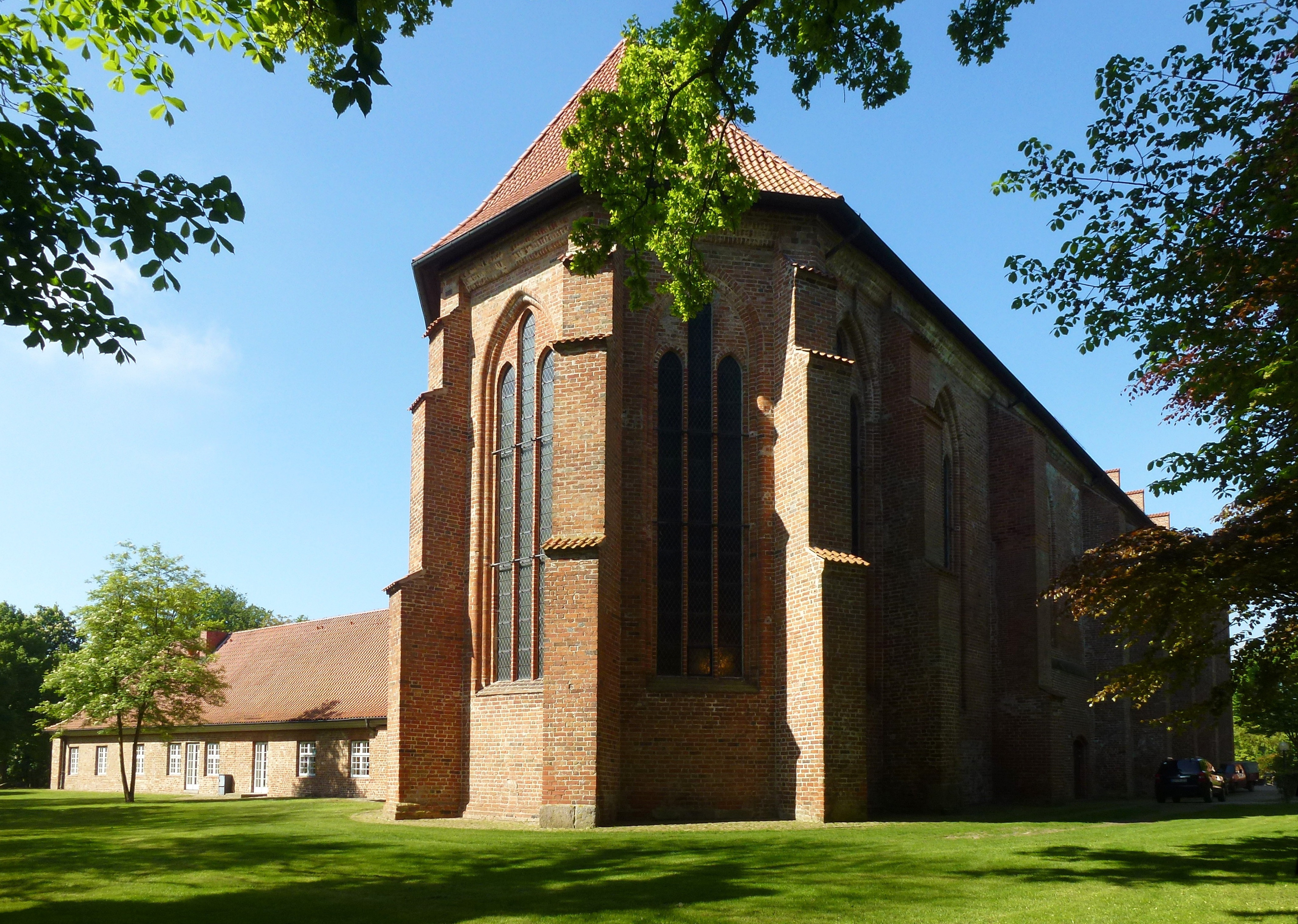
Cismars kloster (kor)
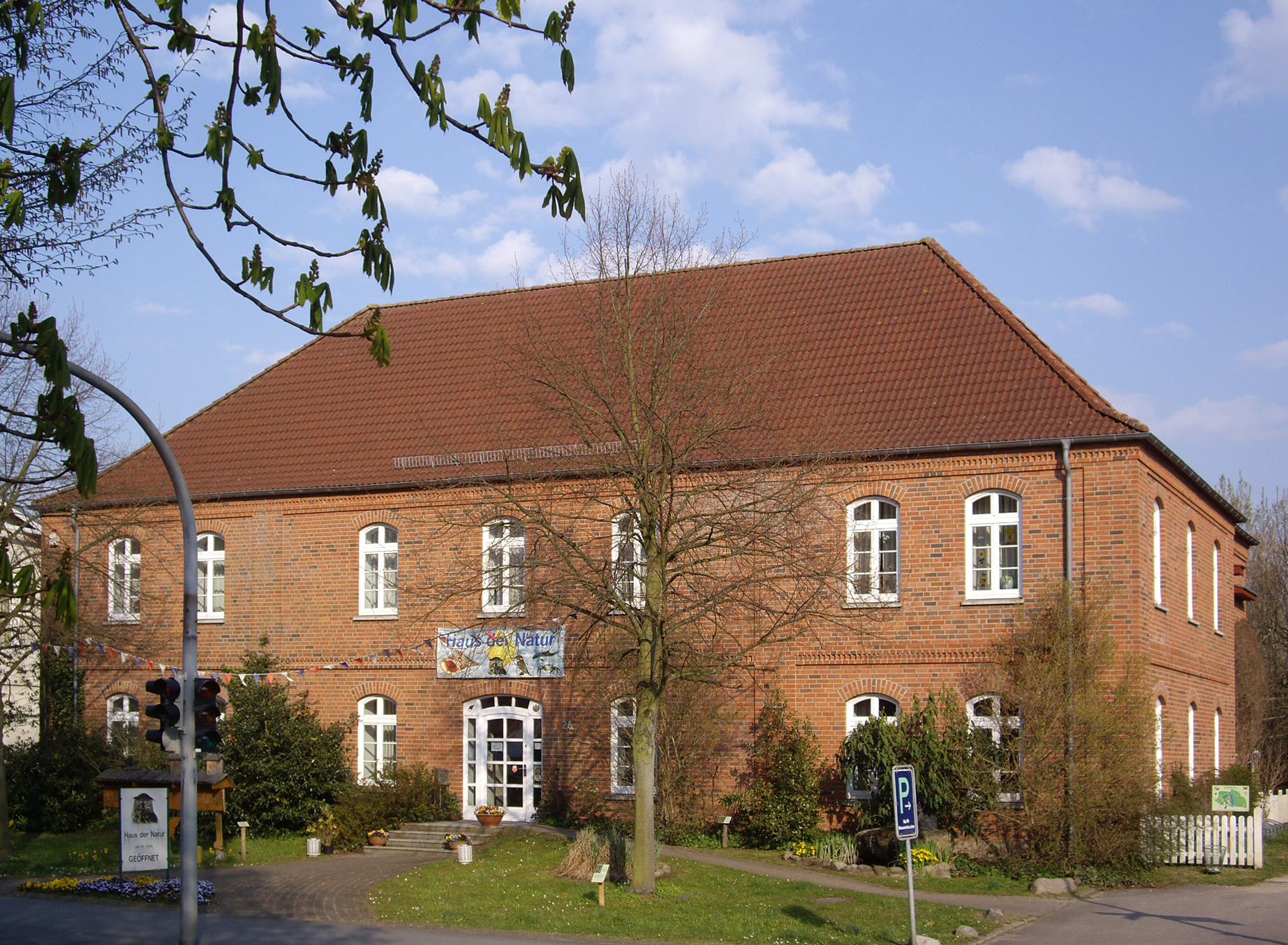
Naturens hus
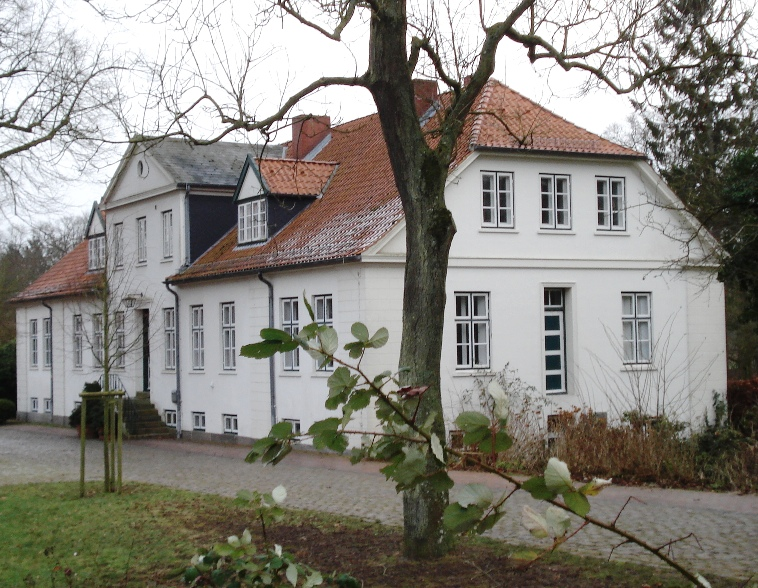
Vita huset
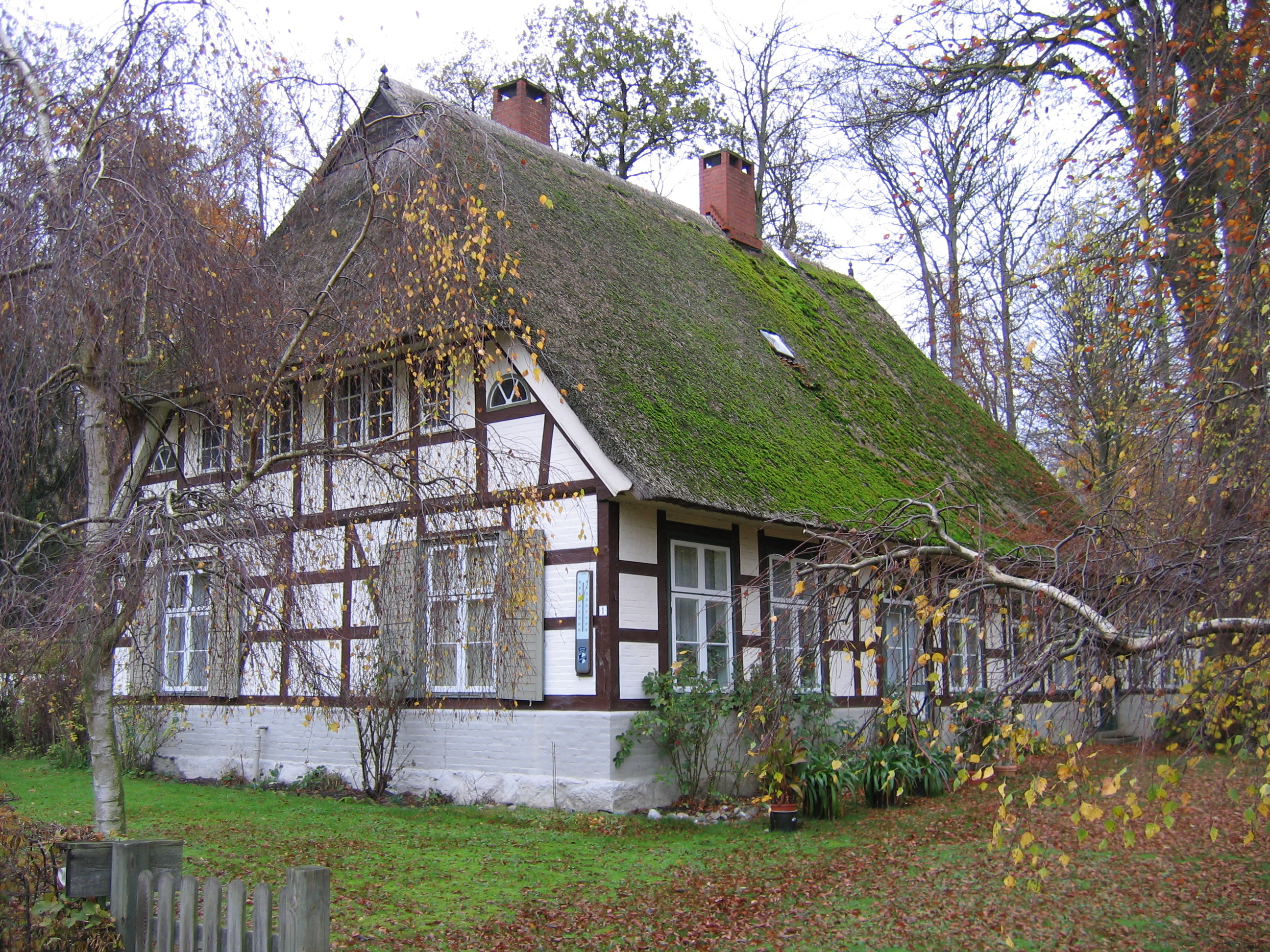
Gamla apoteket